# Desglaç (Star Trek: Voyager)
"Desglaç" (títol original en anglès "The Thaw") és el 23è episodi de la segona temporada i el 39è del total de la sèrie de televisió de ciència-ficció estatunidenca Star Trek: Voyager. El guió va ser escrit per Joe Menosky, i dirigit per Marvin V. Rush. L'episodi es va emetre a UPN el 29 d'abril de 1996.
Ambientada al segle XXIV, la sèrie segueix les aventures de la tripulació de la Flota Estel·lar i els Maquis de la nau estel·lar USS Voyager després de quedar encallats al Quadrant Delta a desenes de milers d’anys llum de distància de la resta de la Federació. En aquest episodi, la tripulació troba un planeta que ha estat devastat per una erupció solar. Uns quants supervivents es troben dins de les càpsules d'hibernació. Tot i que aparentment adormits, la tripulació descobreix que estan mentalment alerta, atrapats en un entorn virtual compartit i terroritzats per un personatge interpretat per Michael McKean.

## Argument
La Voyager descobreix un planeta que dinou anys abans va patir un gran desastre ecològic. La tripulació troba un conjunt de càpsules d’hipersomni que contenen cinc dels habitants del planeta; dos estan morts d'atacs de cor i els altres tres ja haurien d'haver estat despertats de nou. Com que el planeta s'ha recuperat del desastre, la capitana Kathryn Janeway decideix reviure els altres tres, però la tripulació no els pot despertar, els seus cervells estan connectats a un ordinador central que connecta totes les càpsules. B'Elanna Torres i Harry Kim es presenten voluntaris per ocupar les altres càpsules i connectar-se a l'ordinador central.
Es troben experimentant una realitat virtual, una atmosfera estranya i fosca de circ. Un pallasso sàdic apareix liderant el grup de personatges generats per ordinador, intentant portar els nouvinguts a jugar. Torres i Kim descobreixen dels extraterrestres que la realitat virtual tenia com a objectiu crear una utopia basada en els seus pensaments, però que en canvi van créixer en les seves pors i van obtenir el poder d'induir la mort. Torres fa un tracte amb el pallasso per deixar l'hipersomni per explicar la situació a la "Voyager", deixant Kim i els extraterrestres enrere com a ostatges.
El pallasso, mentre espera, es prepara per torturar Kim. Just quan el pallasso està a punt de tallar-lo amb un bisturí, la seva mà és aturada pel Doctor, que com a holograma és immune als poders de la simulació. El Doctor explica que Janeway està preparada per proporcionar-li al pallasso un cervell simulat a canvi de Kim i els extraterrestres. Tanmateix, el pallasso llegeix a la ment dels seus captius que un cervell simulat no serà el mateix que un de real, i s'hi nega. Abans que el Doctor torni per informar a Janeway, un dels extraterrestres proporciona una subtil pista de com desmantellar el sistema informàtic.
Amb aquesta informació, Torres comença a tancar la simulació. El pallasso s'adona de l'engany a mesura que s'eliminen elements del programa i mata l'extraterrestre que va donar la pista. Janeway atura Torres abans que el pallasso prengui una altra vida. El Doctor, després de comunicar-se amb la tripulació, informa al pallasso que Janeway s'oferirà com a cervell per al sistema a canvi dels ostatges restants. El pallasso hi està d'acord, i aviat Janeway apareix a la simulació mentre els ostatges restants són alliberats. Massa tard, el pallasso s'adona que Janeway també és un holograma, la seva ment només mínimament connectada al sistema. Sense cap ésser viu connectat, la tripulació acaba de desactivar l'ordinador. A mesura que el pallasso s'esvaeix, l'holograma de Janeway li diu que, al final, la por vol ser derrotada.

## Producció
El guió televisiu va ser escrit per Joe Menosky amb la història de Richard Gadas. L'episodi va ser dirigit per Marvin V. Rush. Rush va ser el director de fotografia de La npva generació i va dirigir l'episodi L'hoste. El van contractar per dirigir un episodi abans que s'escrivís, i va ser pura sort que aconseguís "Desglaç" en comptes de ser escollit per la seva experiència visual.
Quan va llegir el guió, va dir "era un tema i una idea que realment em va connectar", ho va veure com un assaig sobre la naturalesa de la por i realment volia explicar la història. Visualment es va inspirar en 8½ de Federico Fellini.
La sèrie compta amb diverses estrelles convidades, com ara: Thomas Kopache, Carel Struycken, Tony Carlin i Shannon O'Hurley. Un personatge important de la trama, el "pallasso de la por", és interpretat per l'estrella convidada Michael McKean.

## Recepció
El 2017, es va destacar que aquest episodi presentava contingut esgarrifós i inquietant de "Star Trek". El 2012, Den of Geek va classificar aquest com el setè millor episodi de Star Trek: Voyager, però el va qualificar d'esgarrifós, per incloure un "pallasso de por" virtual. El 2014, Io9 va classificar el pallasso de The Thaw com el sisè dolent menys amenaçador de Star Trek.
El 2021, ScreenRant va classificar "The Thaw" com el vuitè episodi més terrorífic de tots els episodis de la franquícia Star Trek, i el més terrorífic de la sèrie Voyager.